# Wantage
Wantage este un oraș în comitatul Oxfordshire, regiunea South East, Anglia. Orașul se află în districtul Vale of White Horse. Orașul este locul de naștere al lui Alfred cel Mare, primul rege al întregii Anglii.